# Montaña rusa de circuito abierto

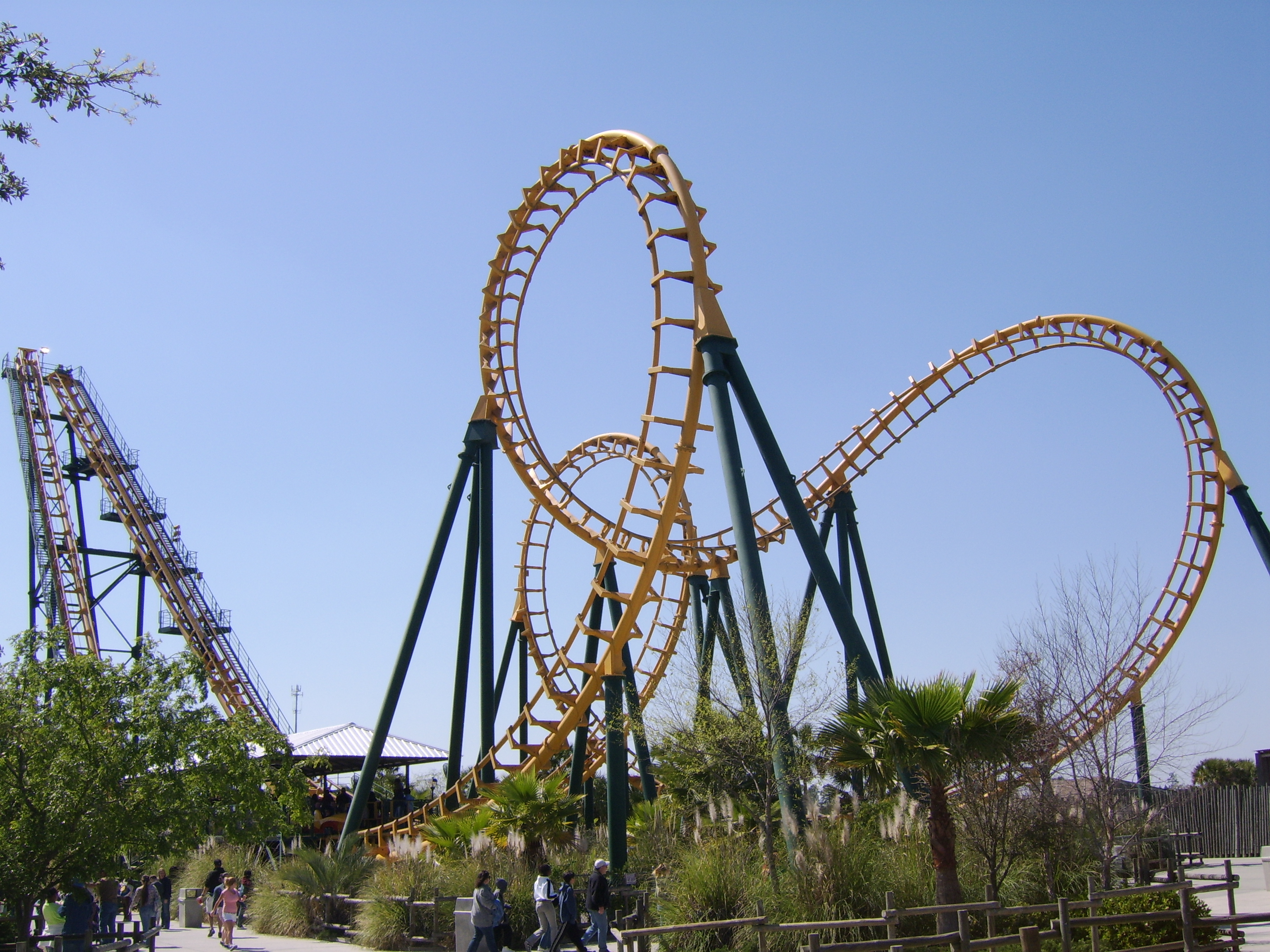
Boomerang es el modelo de montaña rusa de circuito abierto más común.

Una montaña rusa de circuito abierto o shuttle es cualquier montaña rusa que en últimas no realiza un circuito completo, sino que reversa en un punto y recorre nuevamente el circuito pero en sentido inverso. Algunas veces son llamadas montañas rusas en bumerán, debido al primer modelo de este tipo: Boomerang, del fabricante Vekoma.

## Historia
En realidad las montañas rusas de circuito abierto fueron las primeras montañas rusas que se construyeron. Inspiradas en las llamadas antiguas "montañas rusas", vehículos sobre ruedas construidos sobre raíles encontraron popularidad a principios del siglo XIX en París.
La primera montaña rusa de circuito abierto fue Rutschebanen, que se abrió en 1843 en los Jardines Tivoli, en Copenhague, Dinamarca. En 1884, Gravity Pleasure Switch Back Railway abrió en Coney Island, y consistía en un tren que viajaba en dos recorridos pistas entre dos torres. Fue la primera montaña rusa diseñada como una atracción en los Estados Unidos.
La primera montaña rusa de circuito abierto de España abrió en 1987 en el Parque de Atracciones de Montjuic, con el nombre de Vikingo. En 1990 abrió en el mismo parque Boomerang, del modelo homónimo de Vekoma, la primera montaña rusa con inversiones de España. Tras el cierre del parque en 1998, Vikingo fue trasladada en 2002 al Parque de Atracciones de Zaragoza, donde opera con el nombre de Ramses. La última montaña rusa de circuito abierto inaugurada en España es Stunt Fall, en Parque Warner Madrid desde su apertura en 2002.